# Liste des cardinaux créés par Alexandre VIII
Le pape Alexandre VIII (1689-1691) a créé 14 cardinaux dans trois consistoires, dont 1 français et 13 italiens.

## 7 novembre1689
- Pietro Ottoboni

## 13 février1690
- Bandino Panciatici
- Giacomo Cantelmo
- Ferdinando d'Adda
- Toussaint de Forbin-Janson
- Giambattista Rubini
- Francesco del Giudice
- Giambattista Costaguti
- Carlo Bichi
- Giuseppe Renato Imperiali
- Luigi Omedei
- Gianfrancesco Albani, élu pape Clément XI

## 13 novembre1690
- Francesco Baberini
- Lorenzo Altieri